# Gran Premio de Suecia de Motociclismo de 1987
El Gran Premio de Suecia de Motociclismo de 1987 fue la décima prueba de la temporada 1987 del Campeonato Mundial de Motociclismo. El Gran Premio se disputó el 8 y el 9 de agosto de 1987 en el Circuito de Anderstorp.

## Resultados 500cc
Quinto triunfo de la temporada para el australiano Wayne Gardner, que le hace aumentar aún más su ventaja al frente de la clasificación general. Ahora goza de 19 puntos sobre Randy Mamola (tercero en esta carrera) y 29 sobre Eddie Lawson, que fue segundo.
| Pos.     | Piloto              | Equipo                         | Moto   | Tiempo     | Pts. |
| -------- | ------------------- | ------------------------------ | ------ | ---------- | ---- |
| 1        | Wayne Gardner       | Rothmans Honda Team            | Honda  | 48'46.360  | 15   |
| 2        | Eddie Lawson        | Marlboro Yamaha Team Agostini  | Yamaha | +2.200     | 12   |
| 3        | Randy Mamola        | Team Lucky Strike Roberts      | Yamaha | +19.930    | 10   |
| 4        | Rob McElnea         | Marlboro Yamaha Team Agostini  | Yamaha | +21.160    | 8    |
| 5        | Niall Mackenzie     | Team HRC                       | Honda  | +29.660    | 6    |
| 6        | Ron Haslam          | Team ROC Elf Honda             | Honda  | +34.400    | 5    |
| 7        | Freddie Spencer     | Team HRC                       | Honda  | +35.760    | 4    |
| 8        | Didier de Radiguès  | Cagiva-Bastos-Alstare          | Cagiva | +42.640    | 3    |
| 9        | Kenny Irons         | Heron Suzuki GB                | Suzuki | +46.730    | 2    |
| 10       | Roger Burnett       | Rothmans Honda Team            | Honda  | +51.230    | 1    |
| 11       | Richard Scott       | Team Lucky Strike Roberts      | Yamaha | +1'18.870  |      |
| 12       | Fabio Biliotti      |                                | Honda  | 1'34.720   |      |
| 13       | Tadahiko Taira      | Marlboro Yamaha Team Agostini  | Yamaha | +1'36.020  |      |
| 14       | Bruno Kneubühler    |                                | Honda  | +1 Vuelta  |      |
| 15       | Manfred Fischer     | Team Hein Gericke              | Honda  | +1 Vuelta  |      |
| 16       | Peter Sköld         |                                | Honda  | +1 Vuelta  |      |
| 17       | Simon Buckmaster    |                                | Honda  | +1 Vuelta  |      |
| 18       | Fabio Barchitta     |                                | Honda  | +1 Vuelta  |      |
| 19       | Louis-Luc Maisto    |                                | Honda  | +1 Vuelta  |      |
| 20       | Maarten Duyzers     |                                | Honda  | +1 Vuelta  |      |
| 21       | Marco Gentile       | Fior                           | Fior   | +1 Vuelta  |      |
| 22       | Ray Swann           |                                | Honda  | +1 Vuelta  |      |
| 23       | Ari Rämö            |                                | Honda  | +2 Vueltas |      |
| 24       | Gerold Fischer      |                                | Honda  | +2 Vueltas |      |
| 25       | Geir Hestmann       |                                | Suzuki | +3 Vueltas |      |
| Ret      | Alessandro Valesi   |                                | Honda  | Ret        |      |
| Ret      | Pierfrancesco Chili | HB Honda Gallina Team          | Honda  | Ret        |      |
| Ret      | Pavel Dekanek       |                                | Suzuki | Ret        |      |
| Ret      | Wolfgang von Muralt |                                | Suzuki | Ret        |      |
| Ret      | Peter Linden        |                                | Honda  | Ret        |      |
| Ret      | Claus Wulff         |                                | Suzuki | Ret        |      |
| Ret      | Christian Sarron    | Sonauto Gauloises Jack Germain | Yamaha | Ret        |      |
| Ret      | Hervé Guilleux      |                                | Fior   | Ret        |      |
| Ret      | Shunji Yatsushiro   | Rothmans Honda Team            | Honda  | Ret        |      |
| Sources: |                     |                                |        |            |      |

## Resultados 250cc
La carrera de 250cc disputado el sábado, vio la sexta victoria de la temporada para el alemán Anton Mang que entró por delante de los italianos Luca Cadalora y Loris Reggiani. Dado que el otro piloto alemán Reinhold Roth no entró en zona de puntos, Mang vuelve al liderar la clasificación general con 9 puntos de ventaja sobre Roth y 40 sobre el españolSito Pons.
| Pos. | Piloto                    | Moto    | Tiempo   | Pts. |
| ---- | ------------------------- | ------- | -------- | ---- |
| 1    | Anton Mang                | Honda   | 42.09.70 | 15   |
| 2    | Luca Cadalora             | Yamaha  | 42.09.99 | 12   |
| 3    | Loris Reggiani            | Aprilia | 42.11.75 | 10   |
| 4    | Carlos Lavado             | Yamaha  | 42.15.10 | 8    |
| 5    | Dominique Sarron          | Honda   | 42.15.58 | 6    |
| 6    | Carlos Cardús             | Honda   | 42.15.85 | 5    |
| 7    | Patrick Igoa              | Yamaha  | 42.16.30 | 4    |
| 8    | Maurizio Vitali           | Garelli | 42.24.82 | 3    |
| 9    | Donnie McLeod             | EMC     | 42.25.95 | 2    |
| 10   | Jean-François Baldé       | Defi    | 42.32.53 | 1    |
| 11   | Reinhold Roth             | Honda   | 42.38.84 |      |
| 12   | Stefano Caracchi          | Honda   | 42.44.56 |      |
| 13   | Harald Eckl               | Honda   | 42.44.85 |      |
| 14   | Jean-Michel Mattioli      | Yamaha  | 42.45.24 |      |
| 15   | Hans Lindner              | Honda   | 43.10.34 |      |
| 16   | Alain Bronec              | Honda   | 43.10.70 |      |
| 17   | Urs Luzi                  | Honda   | 43.11.23 |      |
| 18   | Guy Bertin                | Honda   | 43.11.50 |      |
| 19   | René Delaby               | Yamaha  | 43.11.77 |      |
| 20   | Andreas Preining          | Rotax   | 43.45.65 |      |
| 21   | Christian Boudinot        | Fior    | 43.48.89 |      |
| 22   | Kevin Mitchell            | Yamaha  | 1 Vuelta |      |
| 23   | Jean Foray                | Yamaha  | 1 Vuelta |      |
| 24   | Patrick van den Goorbergh | Honda   | 1 Vuelta |      |
| 25   | Jochen Schmid             | Yamaha  | 1 Vuelta |      |
| Ret  | Martin Wimmer             | Yamaha  | Ret      |      |
| Ret  | Gerard van der Wal        | Assmex  | Ret      |      |
| Ret  | Manfred Herweh            | Honda   | Ret      |      |
| Ret  | Hervé Duffard             | Honda   | Ret      |      |
| Ret  | Bruno Bonhuil             | Honda   | Ret      |      |
| Ret  | Stéphane Mertens          | Honda   | Ret      |      |
| Ret  | Ivan Palazzese            | Yamaha  | Ret      |      |
| Ret  | Jean-Philippe Ruggia      | Yamaha  | Ret      |      |
| Ret  | Takayoshi Yamamoto        | Yamaha  | Ret      |      |
| Ret  | Sito Pons                 | Honda   | Ret      |      |
| Ret  | Bobby Issazadhe           | Honda   | Ret      |      |
| Ret  | Markku Kivi               | Yamaha  | Ret      |      |
| DNQ  | Cees Doorakkers           | Honda   | DNQ      |      |
| DNQ  | Siegfried Minich          | Honda   | DNQ      |      |
| DNQ  | Håkan Olsson              | Rotax   | DNQ      |      |
| DNQ  | Per Jansson               | Yamaha  | DNQ      |      |
| DNQ  | Eilert Lundstedt          | MBA     | DNQ      |      |
| DNQ  | Harri Kallio              | Yamaha  | DNQ      |      |

## Resultados 125cc
Continua el monopolio de Fausto Gresini consiguiendo el octavo triunfo del italiano en ocho carreras disputadas. Ahora a Gresini le falta un solo punto para convertirse en campeón mundial. En este premio, el italiano goza de 44 puntos de ventaja sobre su compañero de equipo, el también italiano Bruno Casanova, que fue segundo en esta carrera.
| Pos. | Piloto                       | Moto     | Tiempo   | Pts. |
| ---- | ---------------------------- | -------- | -------- | ---- |
| 1    | Fausto Gresini               | Garelli  | 40.25.58 | 15   |
| 2    | Bruno Casanova               | Garelli  | 41.02.80 | 12   |
| 3    | Domenico Brigaglia           | Moto AGV | 41.07.68 | 10   |
| 4    | Andrés Sánchez               | Ducados  | 41.09.94 | 8    |
| 5    | Johnny Wickström             | Tunturi  | 41.17.06 | 6    |
| 6    | Pier Paolo Bianchi           | MBA      | 41.22.59 | 5    |
| 7    | Mike Leitner                 | MBA      | 41.29.75 | 4    |
| 8    | Lucio Pietroniro             | MBA      | 41.42.64 | 3    |
| 9    | Gastone Grassetti            | MBA      | 41.51.28 | 2    |
| 10   | Esa Kytölä                   | MBA      | 41.52.30 | 1    |
| 11   | Jean-Claude Selini           | MBA      | 41.56.50 |      |
| 12   | Håkan Olsson                 | Starol   | 41.58.70 |      |
| 13   | Bady Hassaine                | MBA      | 42.10.82 |      |
| 14   | Thierry Feuz                 | MBA      | 42.15.08 |      |
| 15   | Robin Milton                 | MBA      | 42.15.42 |      |
| 16   | Christian Le Badezet         | MBA      | 1 Vuelta |      |
| 17   | Thomas Møller-Pedersen       | MBA      | 1 Vuelta |      |
| 18   | Allan Scott                  | EMC      | 1 Vuelta |      |
| 19   | Peter Sommer                 | MBA      | 1 Vuelta |      |
| 20   | Jacques Hutteau              | MBA      | 1 Vuelta |      |
| 21   | Reijo Rosnell                | MBA      | 1 Vuelta |      |
| 22   | Frede Jensen                 | MBA      | 1 Vuelta |      |
| 23   | Peter Baláž                  | MBA      | 1 Vuelta |      |
| Ret  | Paolo Casoli                 | Moto AGV | Ret      |      |
| Ret  | Adi Stadler                  | MBA      | Ret      |      |
| Ret  | Iván Troisi                  | MBA      | Ret      |      |
| Ret  | Taru Rinne                   | MBA      | Ret      |      |
| Ret  | Willy Pérez                  | Zanella  | Ret      |      |
| Ret  | Jussi Hautaniemi             | MBA      | Ret      |      |
| Ret  | Ezio Gianola                 | Honda    | Ret      |      |
| Ret  | Flemming Kistrup             | MBA      | Ret      |      |
| Ret  | Fernando González de Nicolás | JJ Cobas | Ret      |      |
| Ret  | Robin Appleyard              | MBA      | Ret      |      |